# Promachus microlabis
Promachus microlabis là một loài ruồi trong họ Asilidae. Promachus microlabis được Loew miêu tả năm 1857. Loài này phân bố ở vùng Cổ Bắc giới.